# Tribute to Eric Clapton/Voo Voo
Tribute to Eric Clapton/Voo Voo to singel promujący płytę Tribute to Eric Clapton.

## Lista utworów i wykonawcy
| 1. | „Jingle” | 1:00  |
|    | - „Tribute to Eric Clapton” |       |
| 2. | Martyna Jakubowicz „Blues 4 rano” (M. Jakubowicz) | 4:02  |
|    | - grają: M. Jakubowicz, W. Waglewski, J. Pospieszalski, R. Maciński, J. „Ziut” Gralak - produkcja nagrania - Wojciech Waglewski                                                                          |       |
| 3. | Maciek Sobczak „After Midnight” (J.J. Cale) | 4:09  |
|    | - grają: W. Waglewski, M. Sobczak, Marcin Pospieszalski, R. Maciński, S. Wierzcholski, J. „Ziut” Gralak, Mateusz Pospieszalski, J. Steczkowska, M. Steczkowska - produkcja nagrania - Wojciech Waglewski |       |
| 4. | „Jingle” | 0:46  |
|    | - Zapowiedź koncertu zespołu Voo Voo w dniu 15.07.95 |       |
| 5. | Voo Voo „Łeboskłon” (W. Waglewski) | 3:47  |
|    | - produkcja nagrania - Wojciech Przybylski, Mateusz Pospieszalski, Wojciech Waglewski |       |
|    | | 13:44 |
|    | |       |